# Museu Històric Nacional (Albània)
El Museu Històric Nacional (en albanès: Muzeu Historik Kombëtar) és un museu localitzat a Tirana, capital d'Albània. Es tracta del museu més gran del país. Va ser inaugurat el 28 d'octubre del 1981 i té 27.000 metres quadrats de mida, dels quals 18.000 metres quadrats estan disponibles per a exposicions. El museu va ser dissenyat per l'arquitecte albanès Enver Faja. La construcció del museu va requerir la demolició de l'antic edifici municipal de Tirana. El mosaic gegant que apareix a l'entrada principal es titula Els albanesos.
Disposa de diversos pavellons, separats per edat antiga, medieval, renaixement, iconografia, cultura d'Albània, resistència albanesa durant la Segona Guerra Mundial i un altre sobre el genocidi comunista.